# Josef Trojan (házenkář)
Josef Trojan (28. října 1933 – 17. srpna 2022) byl český házenkář, který reprezentoval Československo.
S házenou začal v sedmnácti letech v Sezimově Ústí. Jako voják základní služby nastoupil do tehdejšího Domu československé armády (Dukla Praha). S jeho reprezentací získal na mistrovství světa dvakrát stříbro (1958, 1961) a dvakrát bronz (1954, 1964). Klubovou kariéru strávil v Dukle Praha, kde působil v letech 1953-1967. Získal s ní v sezóně 1956/57 nejcennější evropskou klubou trofej, Pohár mistrů evropských zemí (dnes Liga mistrů). Ve finálovém utkání v Paříži vstřelil 3 branky. Měl přezdívku Čurda.